# Marcos Buccini
Marcos Buccini é o idealizador e diretor da animação A Árvore do Dinheiro, juntamente com Diego Credidio, feita em Flash, grande vencedora do Anima Mundi Web 2002 e do Festival de Vídeo do Recife. 
Entre fevereiro de 2005 a outubro de 2006, Marcos Buccini coordenou o Núcleo de Animação da Faculdades Integradas Barros Melo. Durante este período co-dirigiu, juntamente com Plínio Uchôa, a animação A Morte do Rei de Barro, que participou de 38 festivais e ganhou 10 prêmios. Juntamente com Alexandre Jordão, Marcos Buccini, dirigiu a animação 180 anos do Diário de Pernambuco que participou de 10 festivais e ganhou um prêmio no FestNatal - II Mostra do Curta Nordestino. 
Ainda no Núcleo de animação da Barros Melo, Marcos Buccini dirigiu, em parceria com Rodrigo Édipo, o vídeo clipe da banda pernambucana Volver, Você que pediu, ganhador de 2 prêmios e participante em 6 festivais. Sua última animação, Na Corda Bamba, já participou de 33 festivais e obteve 6 prêmios.
Em agosto de 2008 foi contratado como professor na Universidade Federal de Pernambuco - UFPE, no curso de design do Centro Acadêmico do Agreste - CAA (Caruaru - PE), onde ministra aulas sobre deisgn experiencial e animação.